# 광주 시립발레단
광주시립 발레단(Gwangju City Ballet)은 예술의 고장 광주에서 1976년 10월에 광주시립무용단이라는 명칭으로 창단된 직업 발레단이다. 그동안 고전발레는 물론 한국적 소재의 창작발레와 모던발레에 이르기까지, 심도 있는 예술성을 발휘한 공연 활동으로 광주의 아시아문화중심도시 조성에 공헌하고 있다. 그동안 국내의 여러 도시를 순회하면서 호두까기 인형, 백조의 호수, 라 실피드, 돈 키호테, 코펠리아 등의 스펙타클한 작품들을 공연하여 왔으며 다양한 작품들을 제작하였다.
광주광역시 북구 광주문화예술회관에 상주하고 있다.

## 현재 단장
- 최태지 단장 이후 박경숙 (제2대 단장) 단장이 부임하였다.

## 공연
국외에서는 미국의 시카고 센터 이스터 극장(Chicago Center East Theater), 일본의 후쿠오카 모모치 팔레스 극장(Fukuoka Momoch Place Theater), 미국 샌프란시스코 허브스트 시어터(San Francisco Herbst Theater), 산호세 플인트 센터(San Jose Flint Center), 중국 북경시 천교극장(天橋劇場), 중국 항주시 항주극원(杭州劇院), 중국 광저우 대극원(Guangzhou Opera House)에서의 공연을 통해서 한국의 우수한 공연 문화와 독창적인 예술성을 보여 주었다.
특히 고전발레 레퍼토리(Repertory) 확대 노력으로 ‘세레나데(Serenade)’ ‘돈키호테(Don Quixote)’ ‘지젤(Giselle)’ ‘파키타(Paquita)’ ‘코펠리아(Coppelia)’ ‘카르멘(Carmen)’ ‘고집쟁이 딸(La Fille Mal Gardee)’ '신데렐라(Cinderella)' ‘실비아(Sylvia)’ ‘잠자는 숲속의 미녀(The Sleeping Beauty)’ ‘백조의 호수(Swan Lake)’ ‘호두까기 인형(The Nutcracker)’등 완성도 높은 고전 발레의 무대화 작업을 지속적으로 실시함으로서 명실상부한 아시아 문화 중심 도시 광주를 대표하는 발레단으로서 입지를 확고히 하고 있다.
또한 ‘사랑의 마술사’ ‘징소리’ ‘레퀴엠(Requiem)’ ‘회귀’ ‘오월의 빛’ 등 모던발레 공연과 한국적 정서의 작품 소제를 발레와 접목시키는 독특한 무대화 작업으로 ‘춘향’ ‘심청’ ‘장희빈’ ‘우수영의 원무’ ‘시집가는 날’ ‘서동요’ ‘명성황후’등의 작품을 제작하여 한국 창작발레의 선구자로서 개성 있고 특색 있는 공연을 선보이고 있다.
또한 광주시립발레단은 문화로 국가의 경쟁력을 높이고 공연예술로 지역 경제 활성화에 기여하고 있다. 또한 차별화된 콘텐츠 개발과 문화 경쟁력 향상을 위하여 광주만의 고유 브랜드 작품을 한국창작발레로 완성하여 세계 속의 한국, 세계 속의 광주 이미지 정착을 위하여 노력하고 있다.

## 교육
발레교실, 가족발레교실, 발레핏, 성인발레교실, 유아발레교실 등 발레교육과 일반인을 위한 문화예술교육을 진행하고 있다.